# Mauritius madárfajainak listája
A világon élő mintegy 10 000 madárfaj közül Mauritiuson jelenleg 119 fajt tartanak nyilván. Ebből 8 endemikus, azaz sehol másutt nem található meg Földünkön, míg 21 fajt csak az ember honosított meg a szigeteken. Ezeken kívül több korábban itt honos faj mára sajnos kihalt. 
Az országhoz tartozó szigeteken ezeken felül 30 faj csak mint kóborló jelenik meg, néhánynak az előfordulása ezek közül nagyon ritka.
A lista tartalmazza a Mauritiushoz tartozó Rodriguez-sziget madárfajait is.

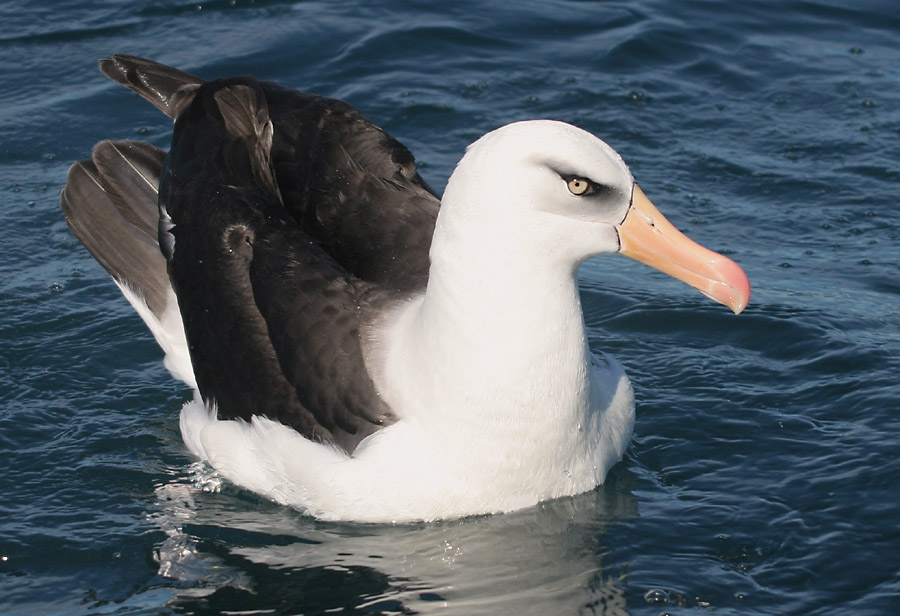
Dolmányos albatrosz (Thalassarche melanophris

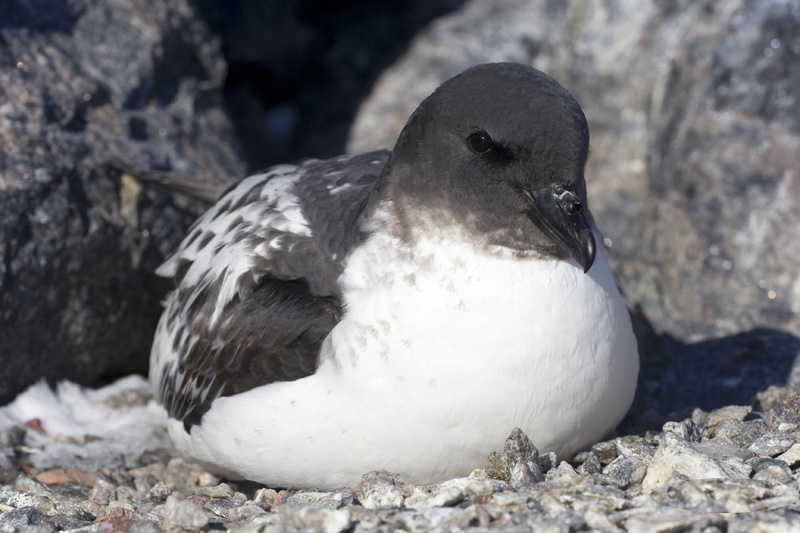
galambhojsza (Daption capense)

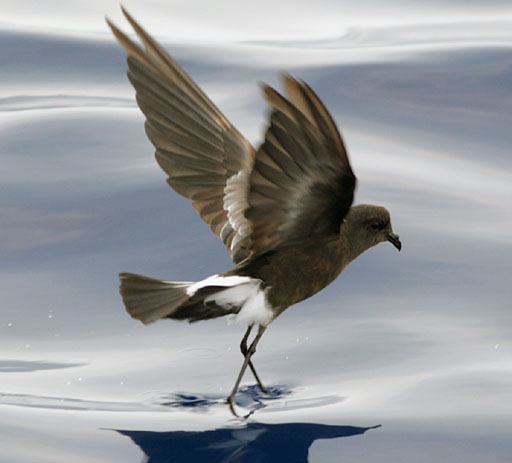
Wilson-viharfecske (Oceanites oceanicus)

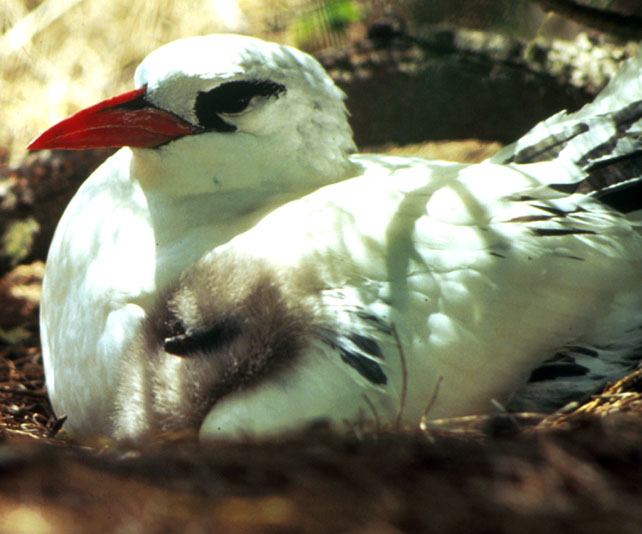
Vörösfarkú trópusimadár (Phaethon rubricauda)

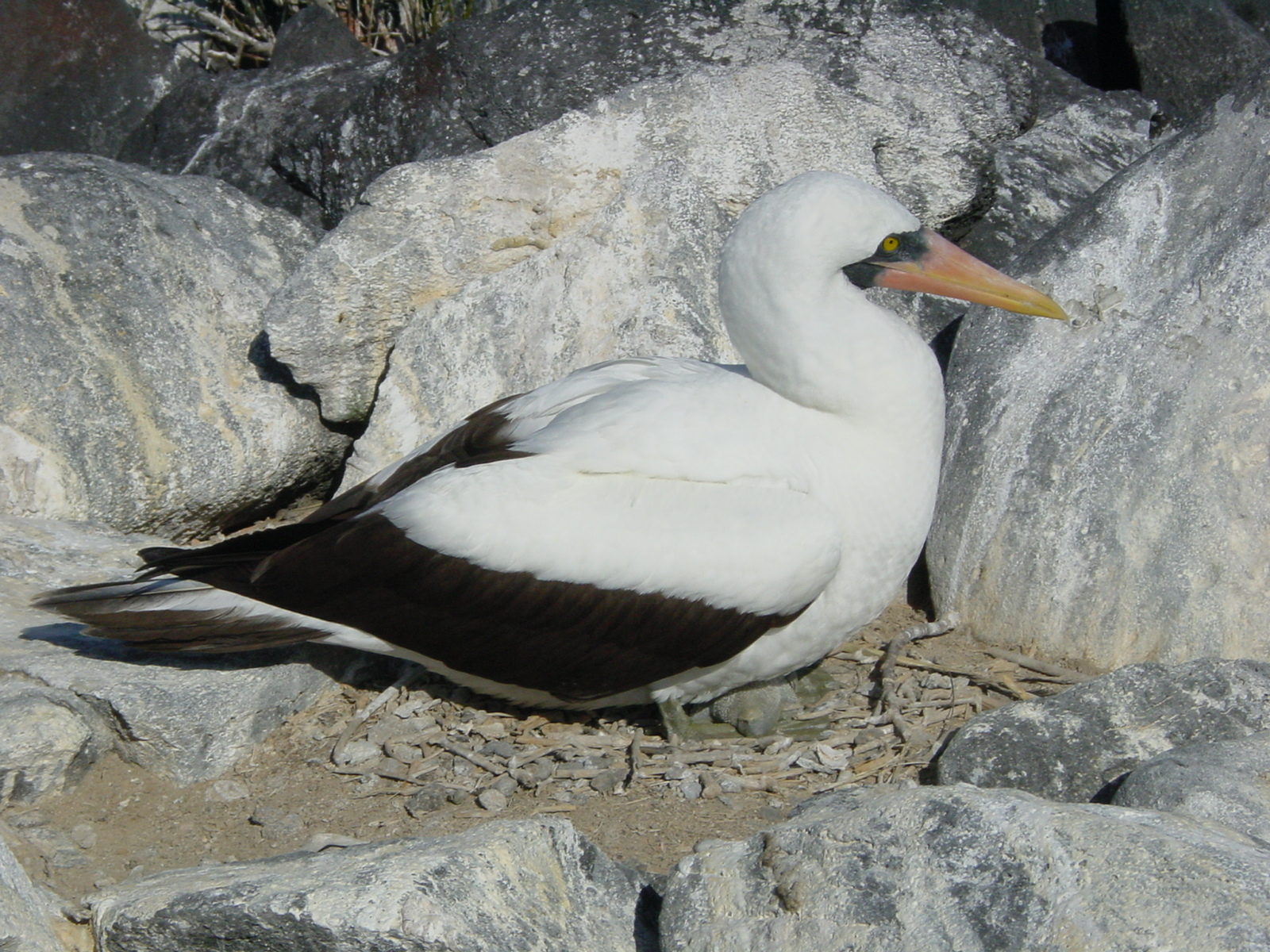
Álarcos szula (Sula dactylatra)

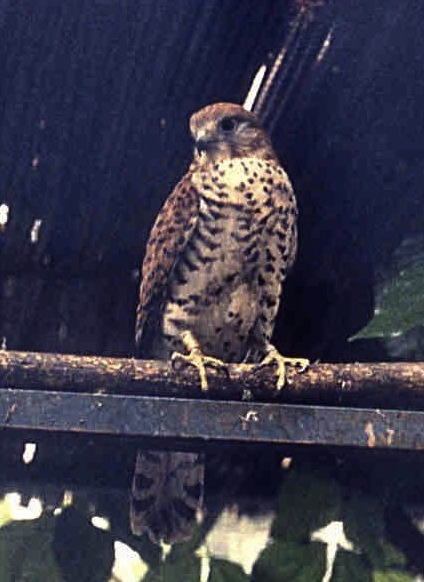
mauritiusi vércse (Falco punctatus)

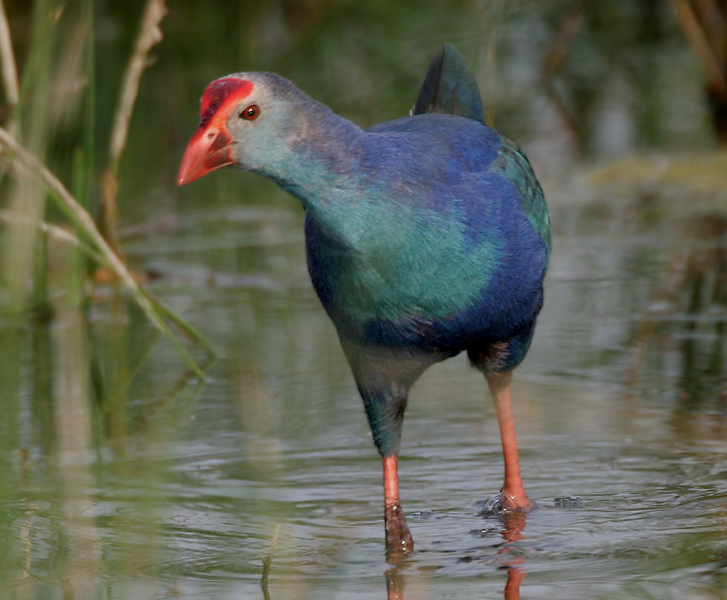
kék fú (Porphyrio porphyrio)

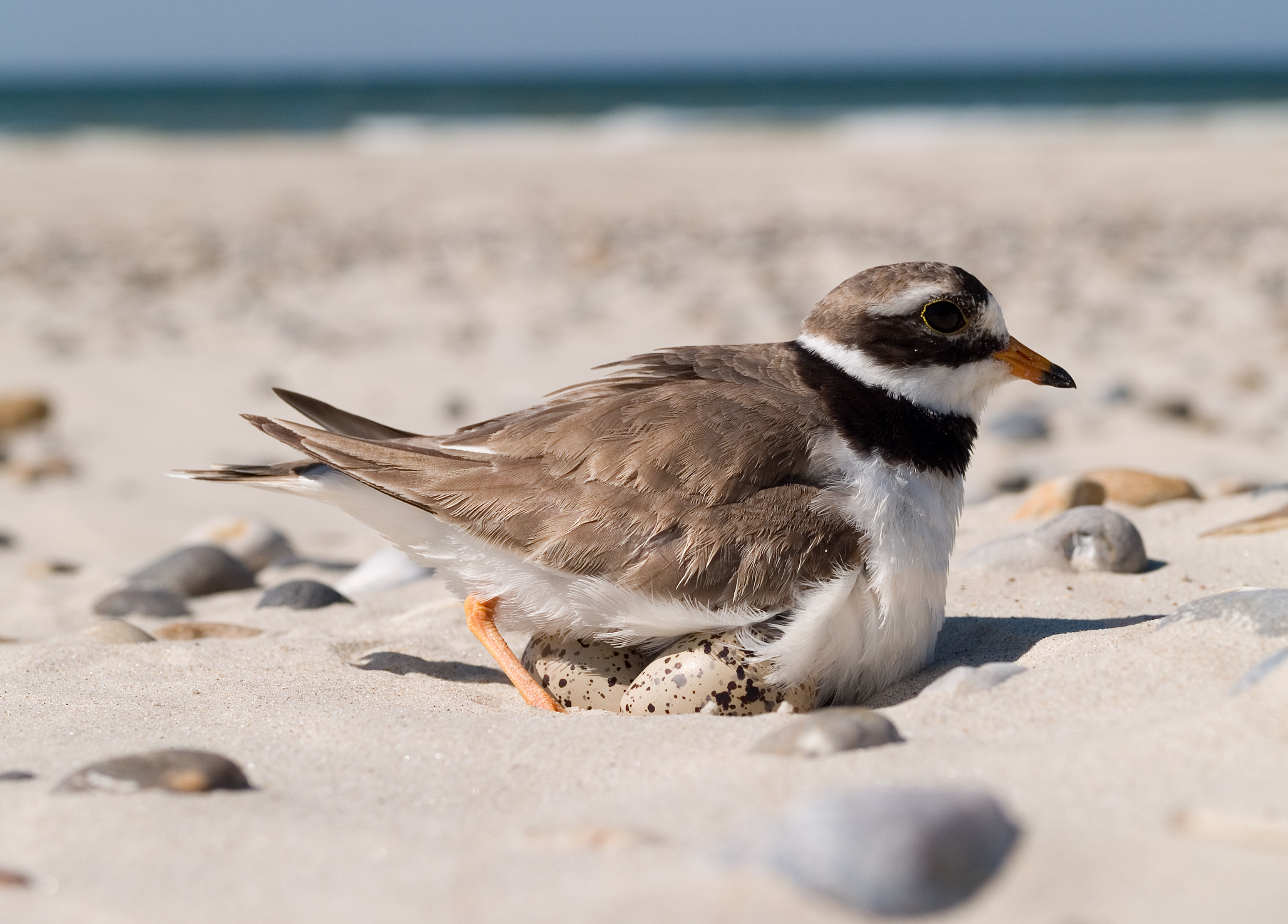
parti lile (Charadrius hiaticula)

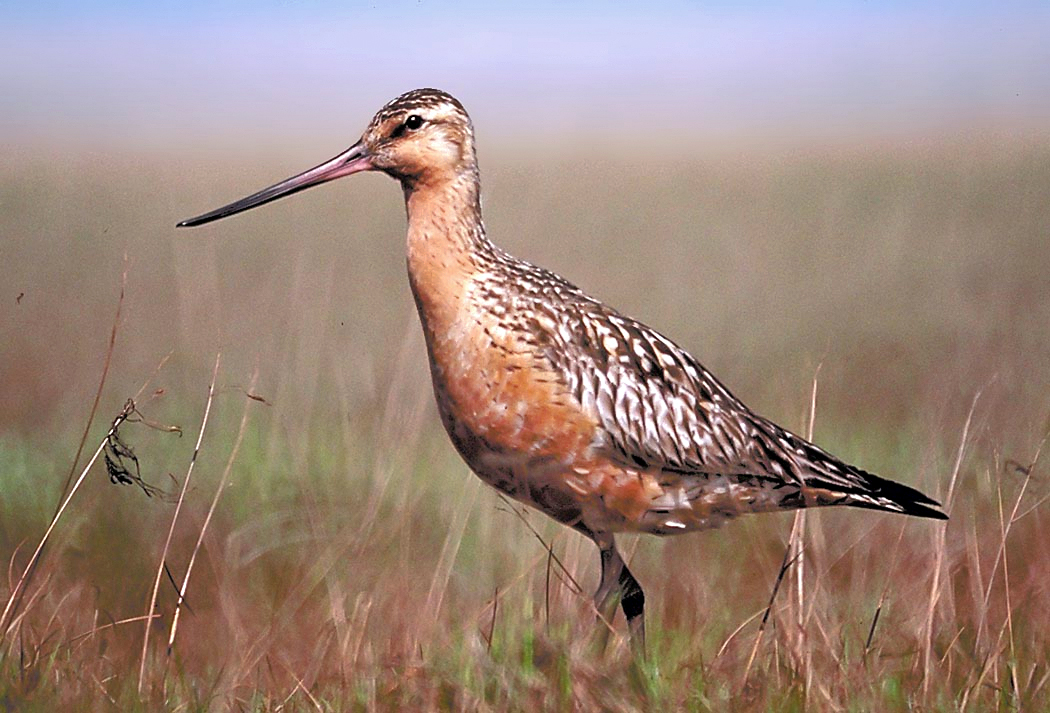
kis goda (Limosa lapponica)

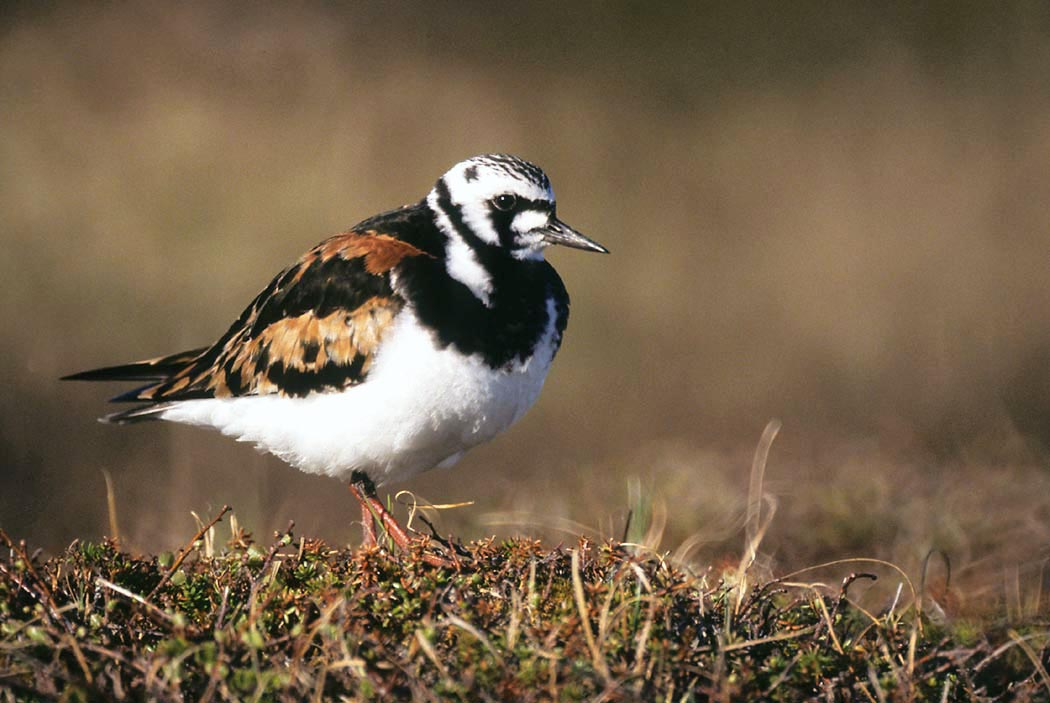
kőforgató (Arenaria interpres)

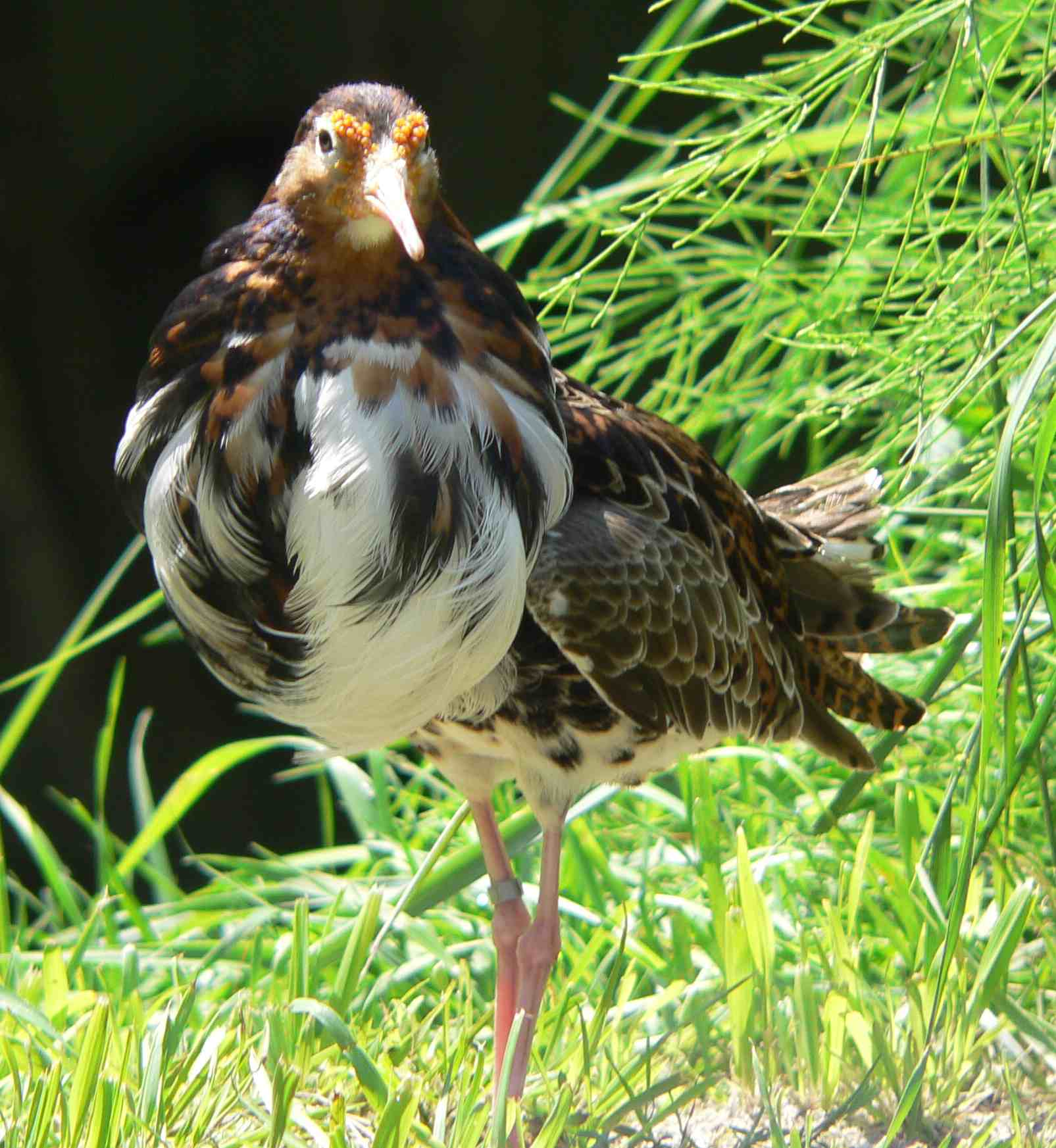
pajzsos cankó (Philomachus pugnax)

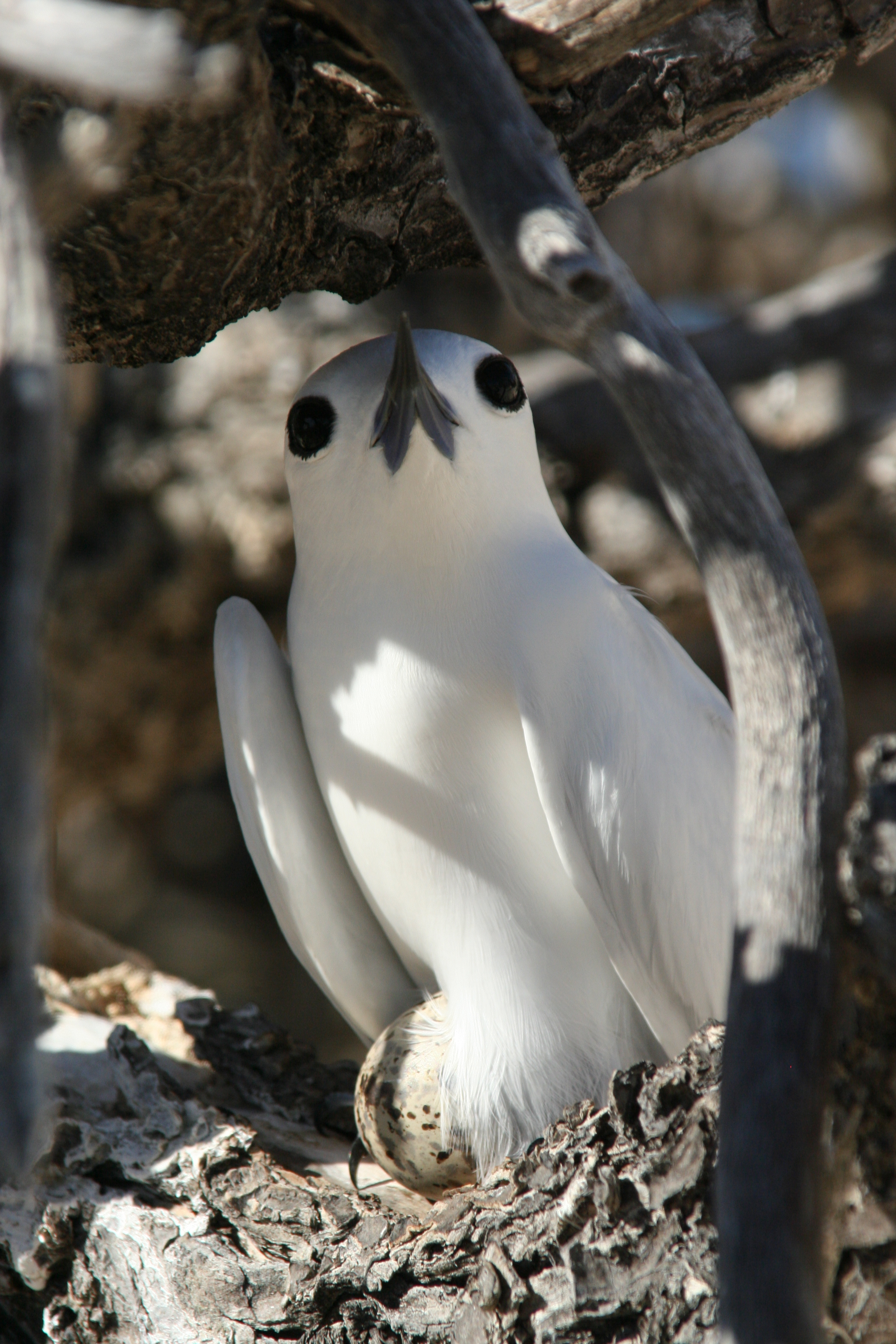
Tündércsér (Gygis alba)

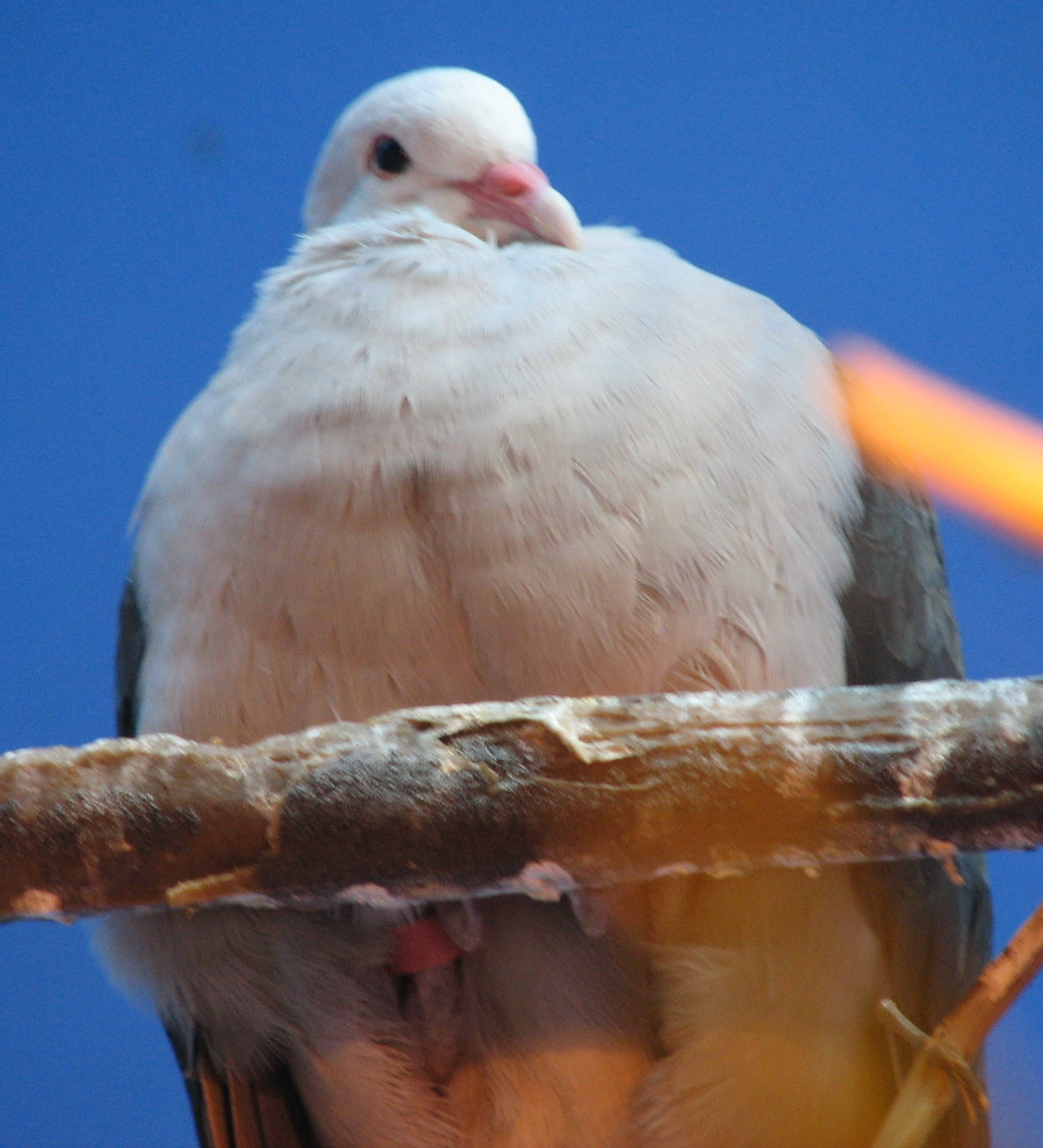
rózsás galamb (Streptopelia mayeri)

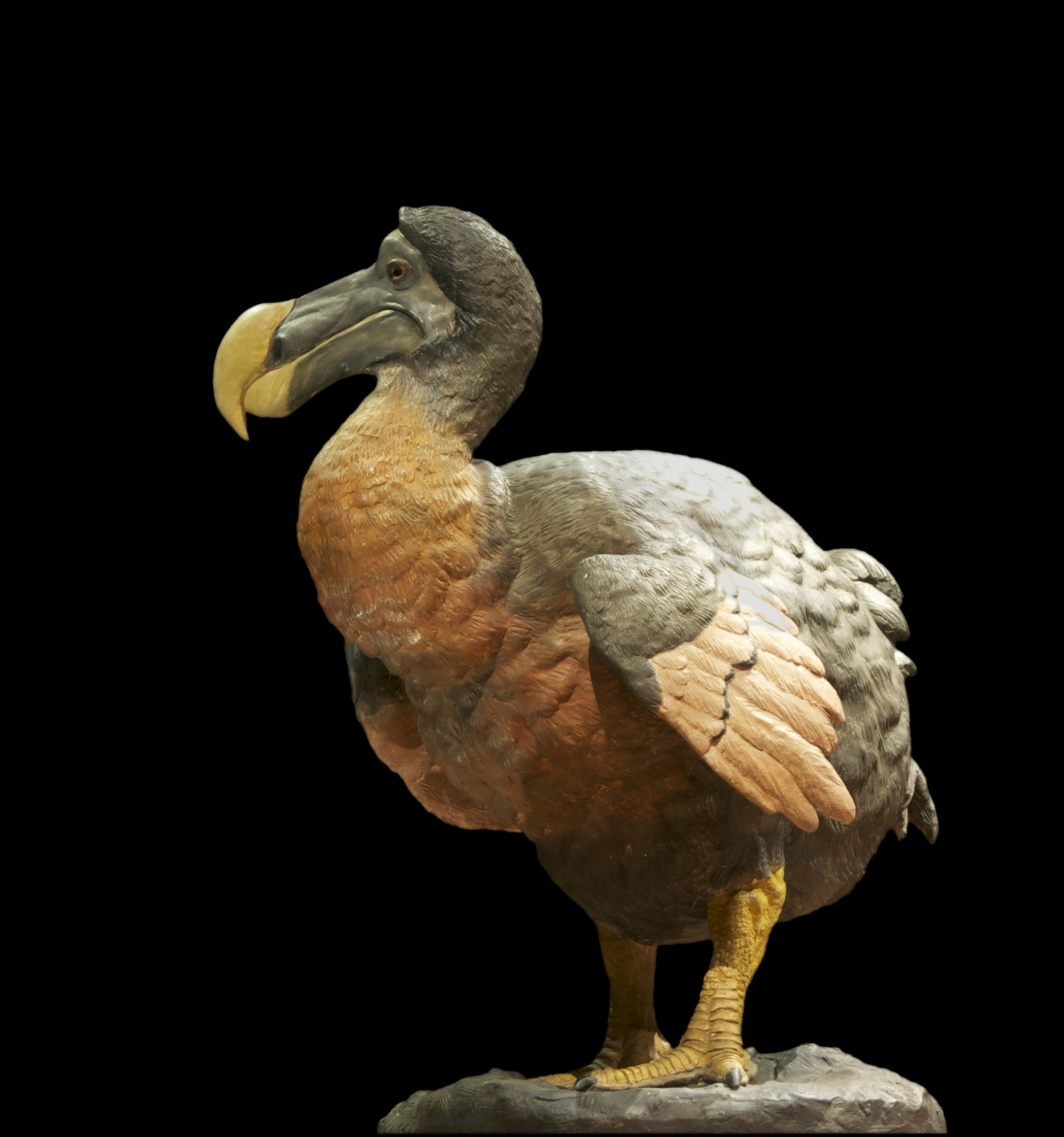
Mauritius-szigeti dodó (Raphus cucullatus)

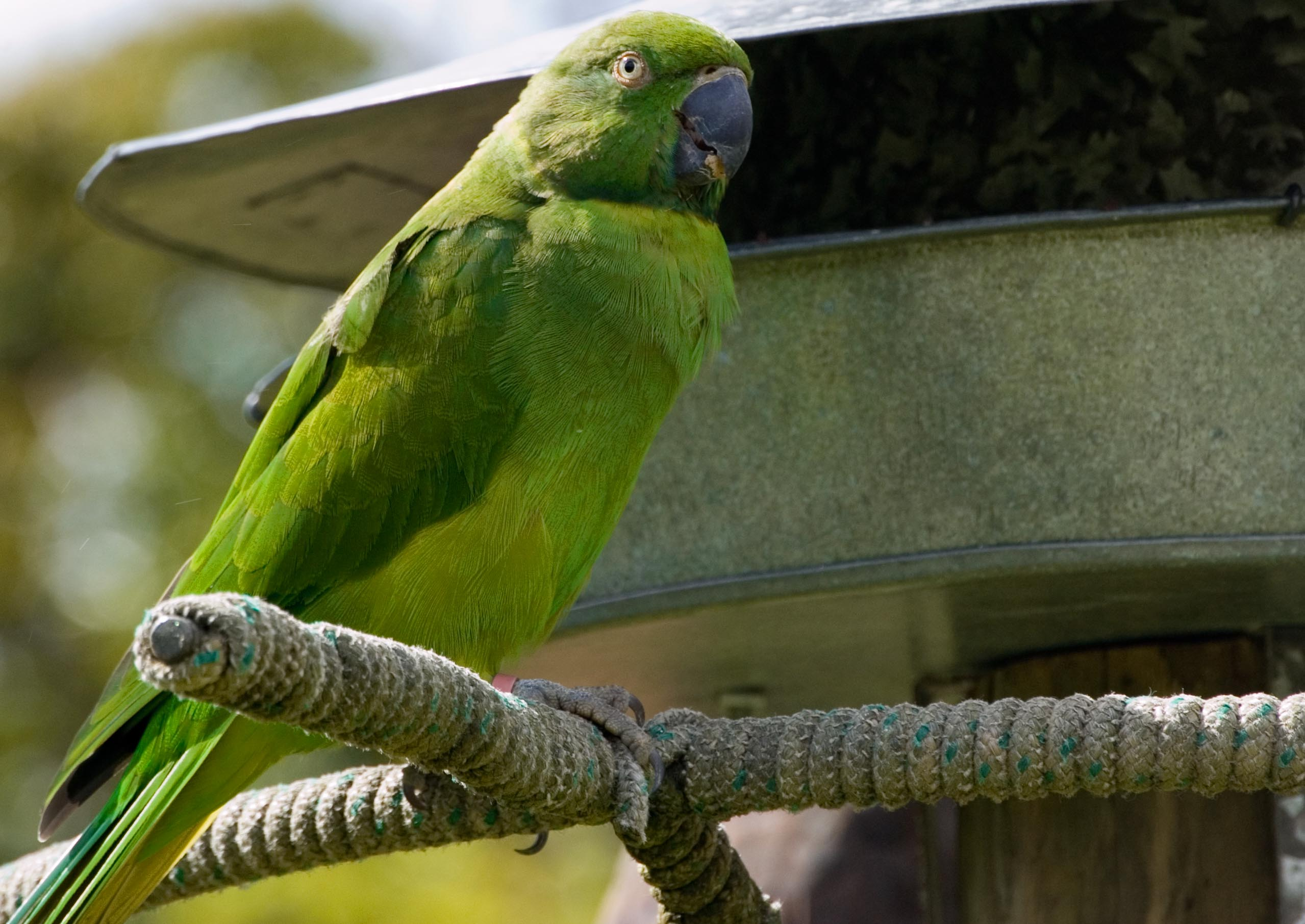
mauritiusi sándorpapagáj (Psittacula echo)

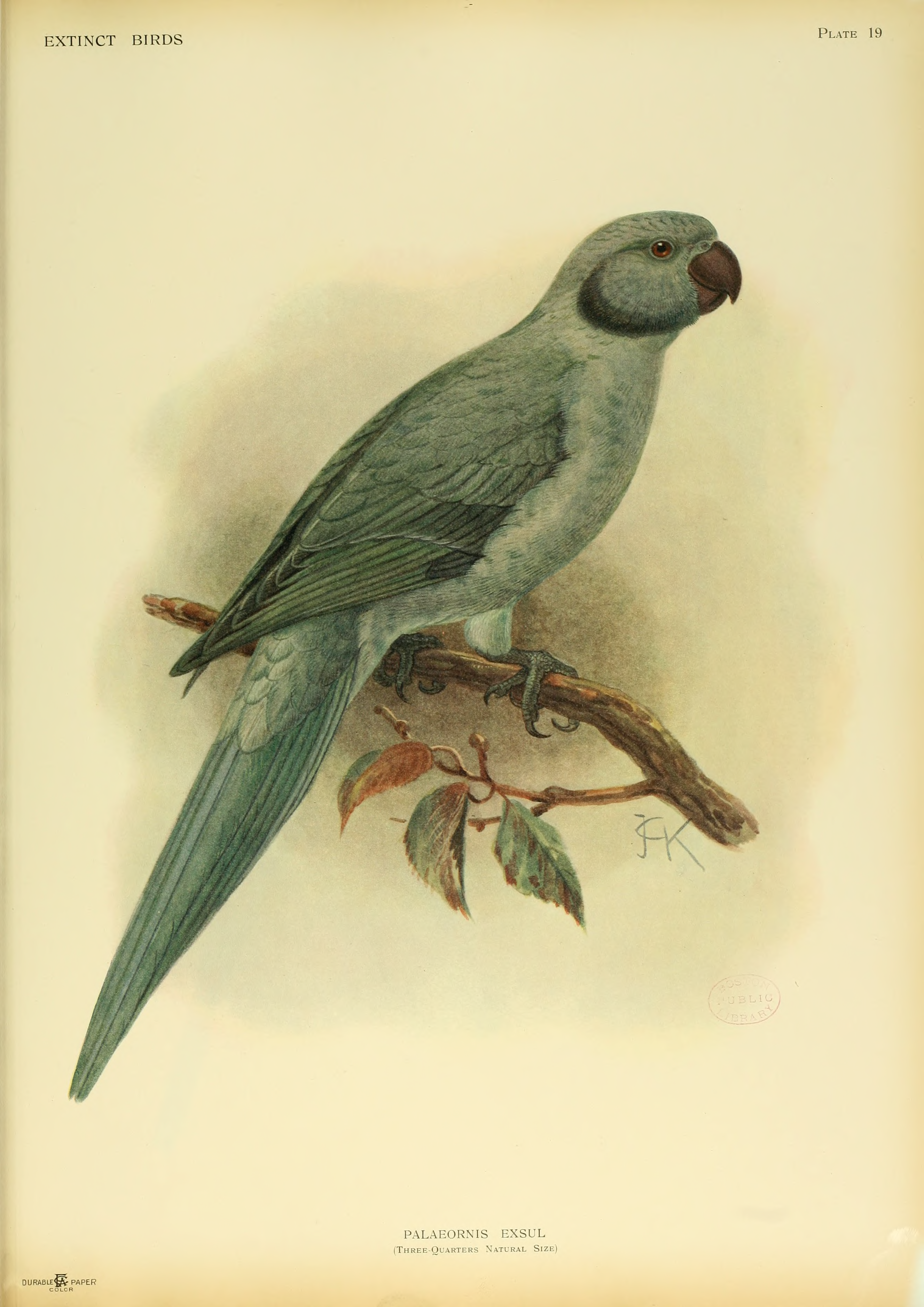
rodriguezi sándorpapagáj (Psittacula exsul)

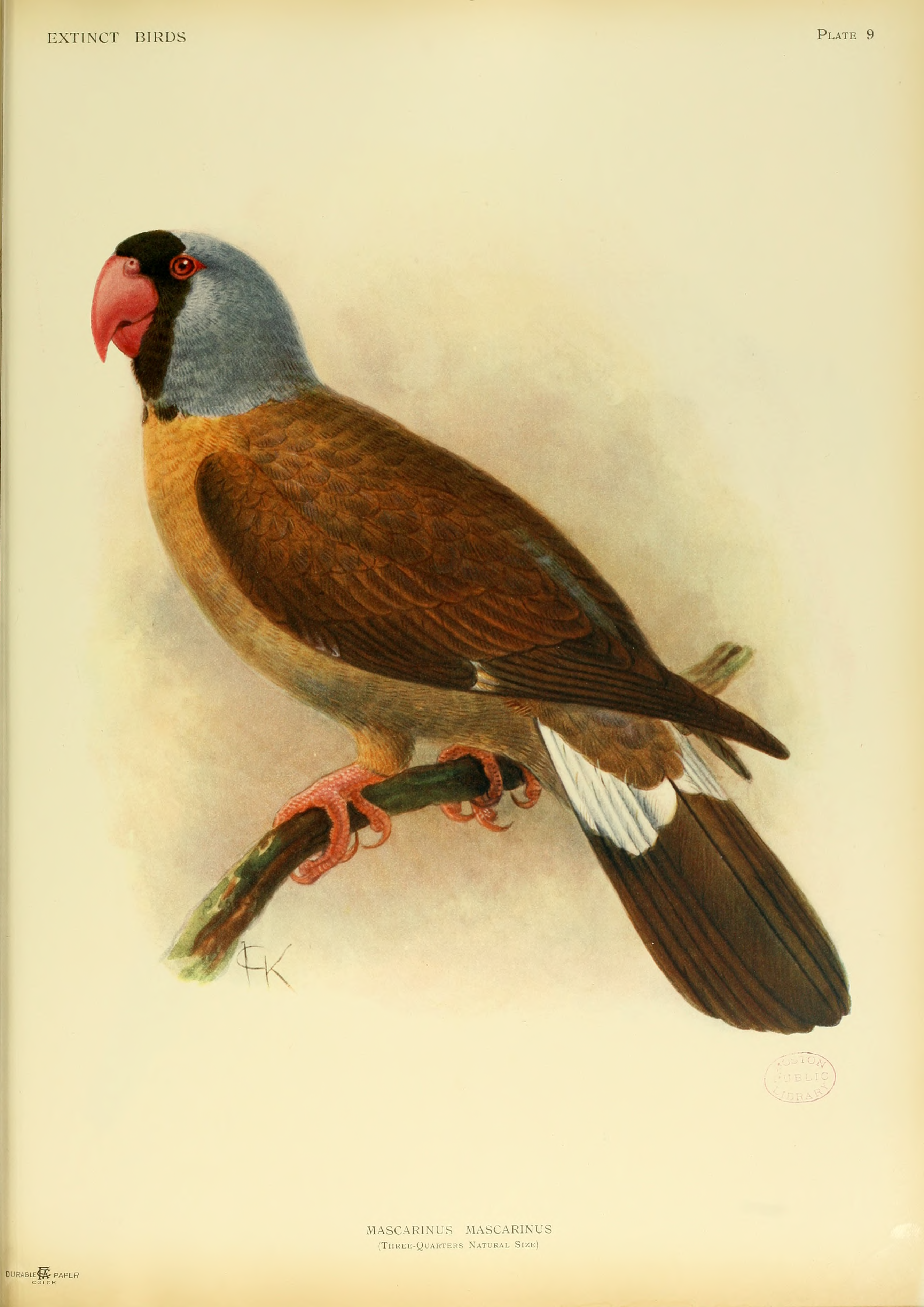
maszkarénai papagáj (Mascarinus mascarinus)

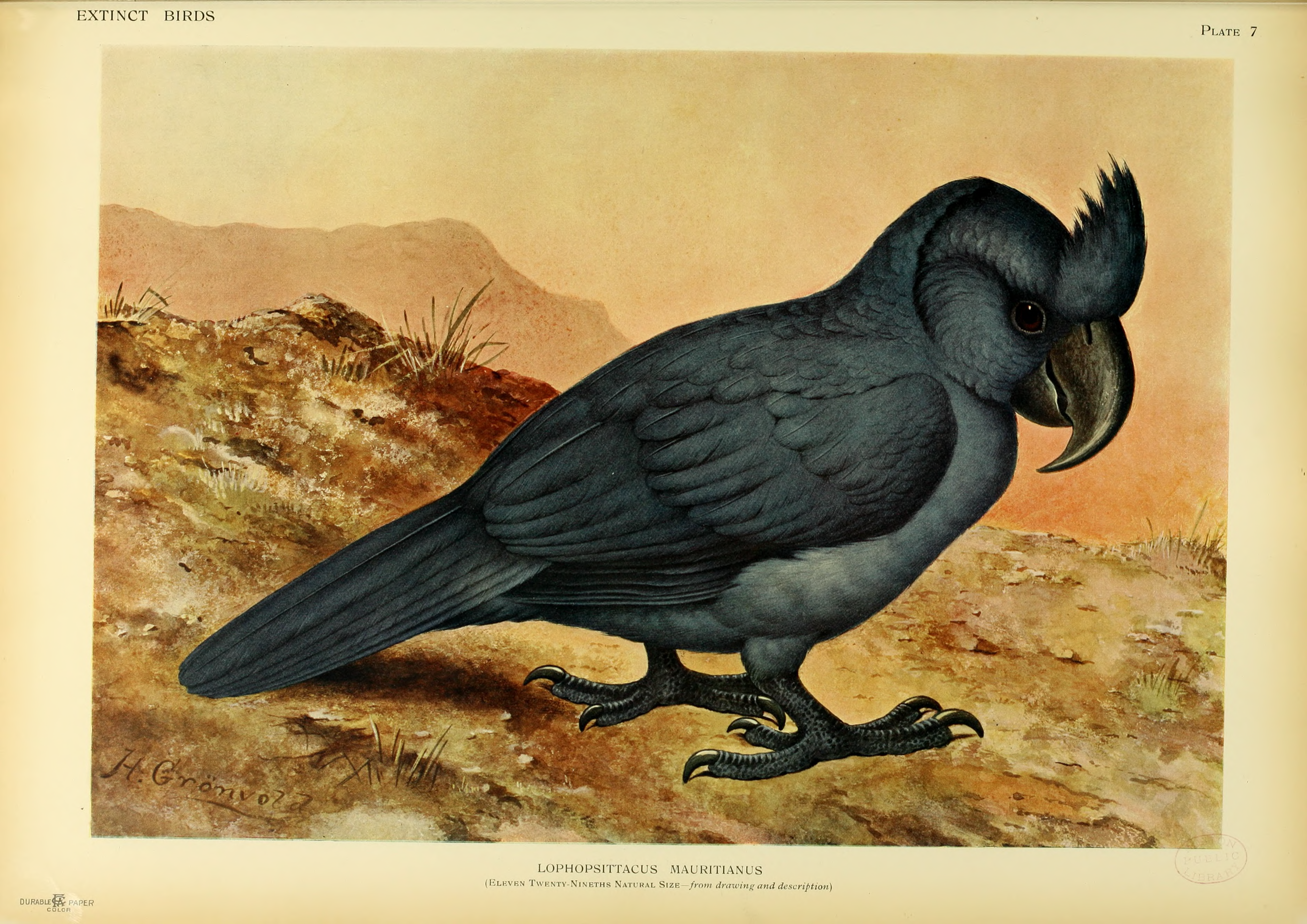
mauritiusi papagáj (Lophopsittacus mauritianus)

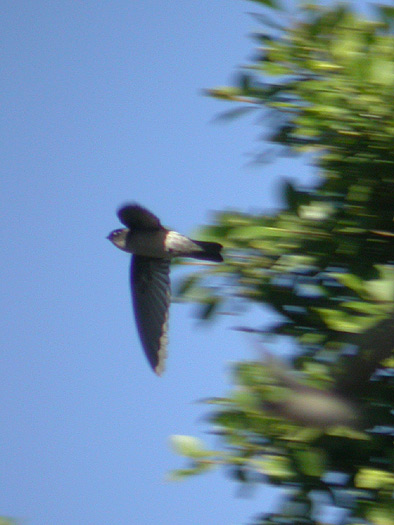
mauritiusi szalangána (Aerodramus francicus)

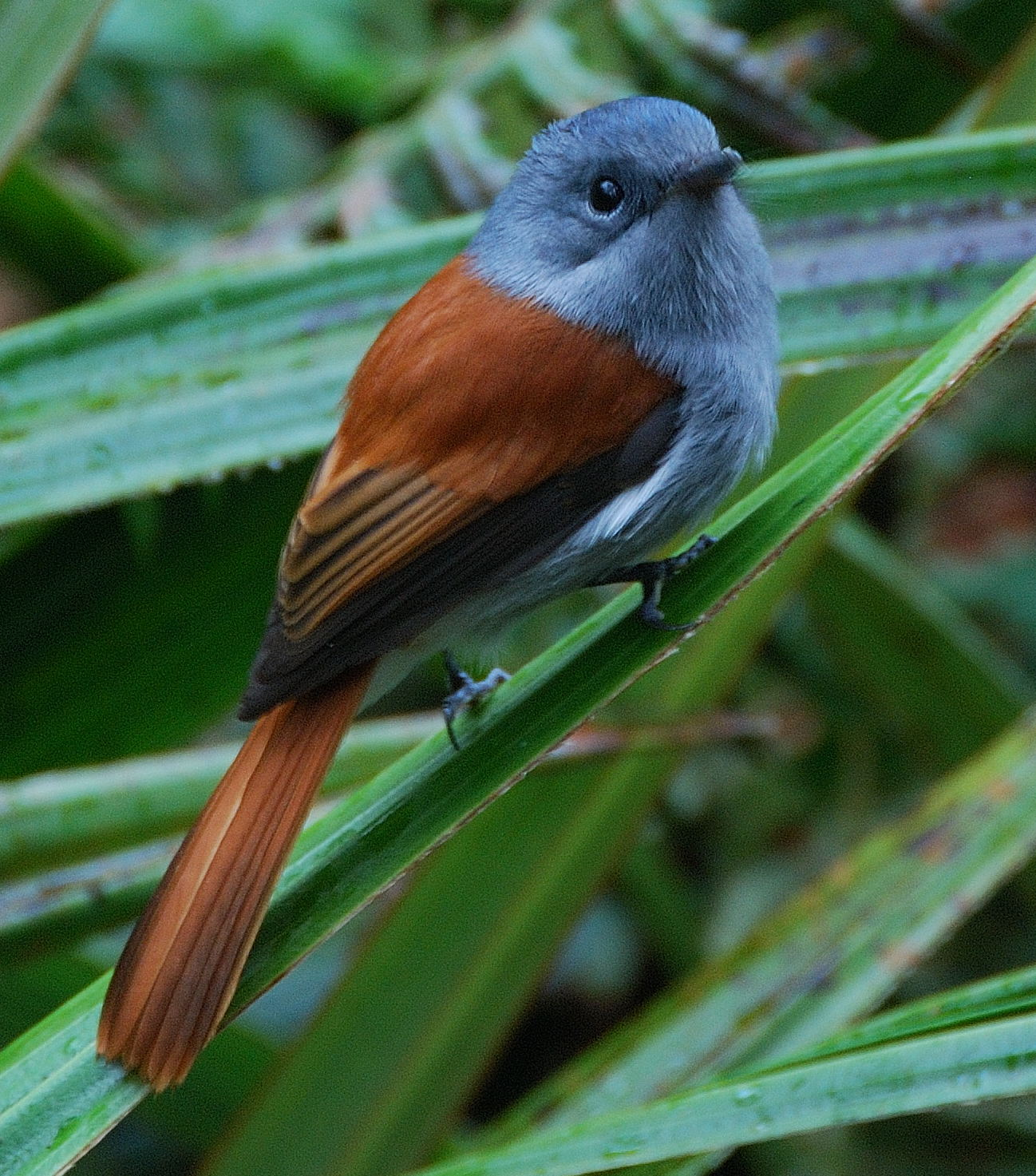
mauritiusi paradicsom-légyvadász (Terpsiphone bourbonnensis)

## A Mauritiuson előforduló madárfajok
- Rend: viharmadár-alakúak (Procellariiformes) – 21 faj
  - Család: albatroszfélék (Diomedeidae) - 5 faj, mindegyik ritka kóborló
    - vándoralbatrosz (Diomedea exulans)
    - dolmányos albatrosz (Thalassarche melanophris, más néven Diomedea melanophris)
    - sárgacsőrű albatrosz (Thalassarche chlororhynchos)  más néven  (Diomedea chlororhynchos)
    - füstös albatrosz (Phoebetria fusca)
    - kormos albatrosz (Phoebetria palpebrata)

  - Család: viharmadárfélék (Procellariidae)  - 12 faj
    - déli óriáshojsza (Macronectes giganteus) - ritka kóborló
    - galambhojsza (Daption capense) - ritka kóborló
    - mauritiusi viharmadár (Pseudobulweria aterrima) más néven ékfarkú vészmadár (Pterodroma aterrima)
    - Trinidadi viharmadár (Pterodroma arminjoniana)
    - Barau-viharmadár (Pterodroma baraui)
    - vékonycsőrű cethojsza (Pachyptila belcheri) - ritka kóborló
    - antarktiszi cethojsza (Pachyptila desolata) - ritka kóborló
    - gerlecsőrű cethojsza (Pachyptila turtur) - ritka kóborló
    - szalagos szerecsenhojsza (Bulweria bulwerii)

  - barna vészmadár vagy piroslábú vészmadár (Puffinus carneipes)
    - Puffinus pacificus
    - Audubon-vészmadár (Puffinus lherminieri)

  - Család: viharfecskefélék (Hydrobatidae) - 4 faj
    - Wilson-viharfecske (Oceanites oceanicus)
    - fehérarcú viharfecske (Pelagodroma marina) - ritka kóborló
    - feketehasú viharfecske más néven Gould-viharfecske (Fregetta tropica)
    - fehérhasú viharfecske (Fregetta grallaria)

- Rend: gödényalakúak (Pelecaniformes) – 7 faj
  - Család: trópusimadár-félék (Phaethontidae) - 2 faj
    - vörösfarkú trópusimadár (Phaethon rubricauda)
    - fehérfarkú trópusimadár (Phaethon lepturus)

  - Család : fregattmadárfélék (Fregatidae) - 2 faj
    - szalagos fregattmadár (Fregata minor)
    - Fregata ariel

  - Család : szulafélék (Sulidae) - 3 faj
    - falakó szula (Papasula abbotti) - ritka kóborló
    - álarcos szula (Sula dactylatra)
    - piroslábú szula (Sula sula)

- Rend: gólyaalakúak (Ciconiiformes) – 3 faj
  - Család: gémfélék (Ardeidae) - 3 faj
    - üstökösgém (Ardeola ralloides) - ritka kóborló
    - pásztorgém (Bubulcus ibis) - ritka kóborló
    - mangróvegém (Butorides striatus)
- Rend: flamingóalakúak (Phoenicopteriformes) – 2 faj
  - Család: flamingófélék (Phoenicopteridae) – 2 faj
    - rózsás flamingó (Phoenicopterus roseus) - ritka kóborló
    - kis flamingó (Phoeniconaias minor) - ritka kóborló

- Rend: lúdalakúak (Anseriformes) – 4 faj
  - Család: récefélék (Anatidae) - 2 élő és 2 kihalt faj
    - mauritiusi ásólúd (Alopochen mauritianus) – endemikus faj, kihalt
    - mauritiusi réce (Anas theodori) – endemikus faj, kihalt
    - tőkés réce (Anas platyrhynchos)
    - madagaszkári réce (Anas melleri) - betelepített faj

- Rend: sólyomalakúak (Falconiformes) – 6 faj
  - Család: vágómadárfélék (Accipitridae) - 2 faj
    - madagaszkári rétisas (Haliaeetus vociferoides) - ritka kóborló
    - barna rétihéja (Circus aeruginosus) - ritka kóborló

  - Család: sólyomfélék (Falconidae) - 4 faj
    - mauritiusi vércse (Falco punctatus) - endemikus faj
    - Eleonóra-sólyom (Falco eleonorae) - ritka kóborló
    - hamvas sólyom (Falco concolor) - ritka kóborló
    - vándorsólyom (Falco peregrinus) - ritka kóborló

- Rend: tyúkalakúak (Galliformes) – 5 faj 
  - Család: fácánfélék ((Phasianidae)) - 4 faj
    - kínai frankolin (Francolinus pintadeanus) - betelepített faj
    - szürke fogolyfürj (Francolinus pondicerianus) - betelepített faj
    - madagaszkári gyöngyfürj (Margaroperdix madagarensis)  - betelepített faj
    - fürj (Coturnix coturnix)
    - Perdicula asiatica - betelepített faj

  - Család: gyöngytyúkfélék (Numididae)
    - sisakos gyöngytyúk (Numida meleagris)  - betelepített faj

- Rend: darualakúak (Gruiformes) – 7 faj
  - Család: guvatfélék (Rallidae) - 5 élő és 2 kihalt faj
    - szalagos guvat (Gallirallus philippensis) - ritka kóborló
    - fehértorkú guvat (Dryolimnas cuvieri)
    - kék fú (Porphyrio porphyrio)
    - afrikai szultántyúk (Porphyrio alleni) más néven (Porphyrula alleni)
    - vízityúk (Gallinula chloropus)
    - mauritiusi vörös guvat (Aphanapteryx bonasia) - endemikus faj, kihalt
    - Leguat-guvat (Aphanapteryx leguati) - endemikus faj, kihalt (Rodriguez)

- Rend: lilealakúak (Charadriiformes) – 37 faj
  - Család:guvatfürjfélék (Turnicidae) - 1 faj
    - madagaszkári guvatfürj (Turnix nigricollis) - betelepített faj

  - Család: székicsérfélék (Glareolidae)  - 3 faj
    - székicsér (Glareola pratincola) - ritka kóborló
    - keleti székicsér (Glareola maldivarum) - ritka kóborló
    - madagaszkári székicsér (Glareola ocularis) - ritka kóborló

  - Család: lilefélék (Charadriidae) - 6 faj
    - ázsiai pettyeslile (Pluvialis fulva) - ritka kóborló
    - ezüstlile (Pluvialis squatarola)
    - parti lile (Charadrius hiaticula)
    - tibeti lile (Charadrius mongolus) - ritka kóborló
    - kis lile (Charadrius dubius) - ritka kóborló
    - sivatagi lile (Charadrius leschenaultii) - ritka kóborló

  - Család: szalonkafélék (Scolopacidae) - 16 faj 
    - kis goda (Limosa lapponica)
    - kis póling (Numenius phaeopus)
    - nagy póling (Numenius arquata)
    - tavi cankó (Tringa stagnatilis) - ritka kóborló
    - szürke cankó (Tringa nebularia)
    - erdei cankó (Tringa ochropus) - ritka kóborló
    - réti cankó (Tringa glareola) - ritka kóborló
    - terekcankó (Xenus cinereus)
    - billegetőcankó (Actitis hypoleucos)
    - szibériai vándorcankó (Heteroscelus brevipes) - ritka kóborló
    - kőforgató (Arenaria interpres)
    - nagy partfutó (Calidris tenuirostris) - ritka kóborló
    - fenyérfutó (Calidris alba)
    - apró partfutó (Calidris minuta) - ritka kóborló
    - sarlós partfutó (Calidris ferruginea)
    - pajzsos cankó (Philomachus pugnax) - ritka kóborló

  - Család: halfarkasfélék (Stercorariidae) - 2 faj
    - délsarki halfarkas (Stercorarius maccormicki)  más néven  (Catharacta maccormicki) - ritka kóborló
    - nagy halfarkas (Stercorarius skua) más néven (Catharacta skua)  - ritka kóborló

  - Család: csérfélék (Sternidae) - 9 faj
    - barna noddi (Anous stolidus)
    - fekete noddi (Anous minutus)
    - tündércsér (Gygis alba)
    - álarcos csér (Sterna anaethetus) vagy (Onychoprion anaethetus)
    - füstös csér (Sterna fuscata) vagy (Onychoprion fuscata)
    - kis csér (Sterna albifrons)
    - rózsás csér (Sterna dougallii) - ritka kóborló
    - küszvágó csér (Sterna hirundo) - ritka kóborló
    - üstökös csér (Sterna bergii) vagy (Thalasseus bergii)

- Rend: galambalakúak (Columbiformes) – 7 faj
  - galambfélék (Columbidae) -  5 faj
    - szirti galamb (Columba livia) - betelepített faj
    - rózsás galamb (Streptopelia mayeri) - endemikus faj
    - madagaszkári gerle (Streptopelia picturata)  - betelepített faj
    - gyöngyösnyakú gerle (Streptopelia chinensis) - betelepített faj
    - zebragalambocska (Geopelia striata) - betelepített faj

  - Család: dodófélék (Raphidae) – 2 kihalt faj, kihalt az egész család
    - dodó (Raphus cucullatus) - endemikus faj, kihalt
    - rodriguez-szigeti galamb vagy remetegalamb (Pezophaps solitaria) - endemikus faj, kihalt (Rodriguez)

- Rend: papagájalakúak - 8faj
  - Család : papagájfélék (Psittacidae) - 3 élő és 5 kihalt faj
    - mauritiusi sándorpapagáj (Psittacula echo) - endemikus faj
    - rodriguezi sándorpapagáj (Psittacula exsul) - endemikus faj, kihalt (Rodriguez)
    - maszkarénai papagáj (Mascarinus mascarinus) - endemikus faj, kihalt
    - mauritiusi papagáj (Lophopsittacus mauritianus) - endemikus faj, kihalt
    - mauritiusi szürkepapagáj (Lophopsittacus bensoni) - endemikus faj, kihalt
    - Rodriguez-papagáj (Necropsittacus rodericanus) - endemikus faj, kihalt, (Rodriguez)
    - örvös sándorpapagáj más néven kis sándorpapagáj (Psittacula krameri)  - betelepített faj
    - szürkefejű törpepapagáj (Agapornis cana) - betelepített faj

- Rend: bagolyalakúak (Strigiformes) – 2 faj
  - Család: bagolyfélék (Strigidae) - 2 kihalt faj  
    - rodriguez-szigeti bagoly (Mascarenotus murivorus) – endemikus faj, kihalt (Rodriguez)
    - mauritiusi bagoly (Mascarenotus sauzieri) – endemikus faj, kihalt

- Rend: sarlósfecske-alakúak (Apodiformes) – 1 faj
  - Család: sarlósfecskefélék (Apodidae) - 1 faj
    - mauritiusi szalangána (Aerodramus francicus) más néven (Collocalia francica) - endemikus faj

- Rend: szalakótaalakúak (Coraciiformes) – 1 faj
  - Család: szalakótafélék (Coracidae) - 1 faj
    - lilatorkú csörgőmadár (Eurystomus glaucurus) - ritka kóborló

- Rend:verébalakúak (Passeriformes) – 19 faj
  - Család: fecskefélék (Hirundinidae) - 1 faj
    - álarcos fecske (Phedina borbonica)

  - Család : tüskésfarúfélék (Campephagidae) - 1 faj 
    - mauritiusi kakukkgébics (Coracina typica) - endemikus faj

  - Család : bülbülfélék (Pycnonotidae) - 2 faj
    - vörösfülű bülbül (Pycnonotus jocosus) - betelepített faj
    - mauritiusi bülbül (Hypsipetes olivaceus)  - endemikus faj

  - Család: óvilági poszátafélék (Sylviidae) - 1 faj
    - rodriguezi nádiposzáta (Bebrornis rodericanus) vagy más néven  (Acrocephalus rodericanus) - endemikus faj

  - Család : császárlégykapó-félék (Monarchidae) - 1 faj
    - mauritiusi paradicsom-légyvadász (Terpsiphone bourbonnensis) - endemikus faj

  - Család : pápaszemesmadár-félék (Zosteropidae) - 2 faj
    - réunioni pápaszemesmadár (Zosterops borbonicus)
    - mauritiusi pápaszemesmadár (Zosterops chloronothos) - endemikus faj

  - Család: varjúfélék (Corvidae) - 1 faj
    - Indiai varjú (Corvus splendens) - betelepített faj

  - Család : seregélyfélék (Sturnidae) - 1 faj
    - pásztormejnó (Acridotheres tristis) - betelepített faj

  - Család: verébfélék (Passeridae) - 1 faj
    - házi veréb (Passer domesticus) - betelepített faj

  - Család: szövőmadárfélék (Ploceidae) - 5 faj
    - málinkó-szövőmadár vagy sapkás szövőmadár (Ploceus cucullatus) - betelepített faj
    - madagaszkári vörös fodi (Foudia madagascariensis) - betelepített faj
    - mauritiusi fodi (Foudia rubra) - endemikus faj
    - rodriguesi fodi (Foudia flavicans) - endemikus faj (Rodriguez)
    - lángszínű szövőmadár (Euplectes hordeaceus) - betelepített faj

  - Család : díszpintyfélék (Estrildidae) - 3 faj
    - Helena-pinty (Estrilda astrild) - betelepített faj
    - muskátpinty (Lonchura punctulata) - betelepített faj
    - rizspinty (Padda oryzivora) - betelepített faj

  - Család: pintyfélék (Fringillidae) - 1 faj
    - mozambiki csicsörke (Serinus mozambicus) - betelepített faj